# Hastigerella tenuissima
Hastigerella tenuissima är en kräftdjursart som först beskrevs av Walter Klie 1929.  Hastigerella tenuissima ingår i släktet Hastigerella och familjen Ectinosomatidae. Inga underarter finns listade i Catalogue of Life.